# 조지 맥카트니
조지 맥카트니(George McCartney, 1981년 4월 29일 ~ )는 북아일랜드의 전 축구 선수로 현역 시절 수비수로 활약했다.